# Alphonse Pénaud
Charles-Alphonse Pénaud (Paris, 31 de maio de 1850 — Paris, 22 de outubro de 1880) foi um engenheiro, inventor e pioneiro da aviação francês.
Inventou alguns brinquedos, entre eles um modelo de aeroplano, o Planophore propulsado por um motor de borracha enrolada, além de helicópteros motorizados e ornitópteros. Em 1876, solicitou uma patente junto com Paul Elias Gauchot para um hidroavião equipado com um trem de pouso retrátil.

## Biografia
Alphonse Pénaud entrou na academia naval, mas logo foi acometido de dores na coluna, ele foi tratado de um tumor no nervo ciático que acabou evoluíndo para tuberculose óssea. Devido a sua necessidade de usar muletas, ele foi obrigado a desistir da carreira na marinha. Graças ao seu treinamento e a sua paixão por matemática, ele transferiu seus interesses para a navegação aérea.

## Contribuição para a aviação

### O helicóptero autopropulsado

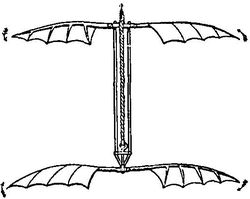
A décima versão do hélicoptère, 1872.

Em abril de 1870, ele apresentou à Guillaume de La Landelle alguns modelos em escala que chegavam a subir a cerca de 15 m de altura, voando em planos inclinados e em círculos. Esses modelos eram de um helicóptero com um par de hélices contrarotativas, uma acima e outra abaixo do veículo. Inspirados numa "máquina de voo vertical" já existente, criada por François Bienvenu e Christian Launoy, e apresentada à academia de ciências em 28 de abril de 1784, era um artefato de 60 cm com dois rotores de panas de ganso com um sistema de "corda" onde uma arco previamente enrolado puxava um cordão que por sua vez acionava os rotores em direções opostas. Pénaud simplificou o sistema de propulsão, substituindo-o por um cordão de borracha enrolado. Estava criado o helicóptero à "motor de elástico".

### O aeroplano auto propulsado

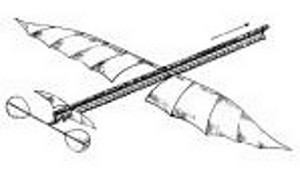
O Planophore, um aeroplano com motor à elástico, 1871.

Em 18 de agosto de 1871, nos Jardins das Tulherias, Pénaud fez voar na presença de representantes da Société aéronautique de France, um modelo de aeroplano motorizado, o Planophore, um monoplano de 45 cm de envergadura pesando 16 gramas, equipado com uma hélice de duas lâminas na traseira de 21 cm de diâmetro acionado por um motor à elástico (pelo desenrolar de de uma tira de elástico previamente enrolada), com estabilizadores traseiros e asas encurvadas. O motor forneceu 240 giros. Ele voou por 60 metros a vinte metros de altura durante 13 segundos. Esse foi um dos primeiros aeroplanos motorizados capazes de executar um voo auto sustentado e estável.

### Pequenos pássaros artificiais

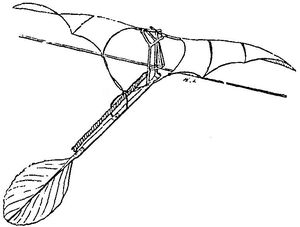
O Ornitóptero, pássaro artificial movido à elástico, 1872.

Em setembro de 1871, Pénaud fez voar seus "pequenos pássaros artificiais", também movidos à elástico. As asas batiam no mesmo plano por intermédio de um eixo de manivelas. Estes foram os primeiros ornitópteros.
Depois disso, para aumentar a solidez do conjunto, ele construiu um mecanismo de aço, projetado por seu irmão Eugène Pénaud (1842-1903), e pelo mecânico Claude Jobert (1829-1903), e apresentou esses novos modelos à Société aéronautique de France em 20 de junho de 1872, quando Hureau de Villeneuve também apresentou um pássaro movido à elástico. Nesse mesmo ano, ele se tornou arquivista da sociedade que viria a se tornar a Société française de navigation aérienne em 1873. Um outro modelo foi apresentado em outubro de 1874, que efetuou voos ascendentes verticais e voos ascendentes oblíquos, além do horizontal anteriormente obtido.
A data de 11 de junho de 1875, foi marcante devido aos "Grandes Prêmios das Ciências Matemáticas", sob o tema "teoria matemática sobre o voo dos pássaros", com a participação das equipes de Joseph Crocé-Spinelli e de Hureau de Villeneuve distribuiu um prêmio de 2.000 francos para a Académie des Sciences pelo estudo "aparelhos de voo mecânico".
Em 12 de julho, os helicópteros e aeroplanos foram apresentados com sucesso à Société de Physique, onde as equipes de Croce-Spinelli, Montfallet, e Petard Tatin se inspiraram.
De 1873 a 1876, Pénaud foi redator do L'Aéronaute, boletim mensal ilustrado da Société française de navigation aérienne (fundada em 1870 e dirigida pelo Dr. Abel Hureau de Villeneuve), na qual ele publicou vários livros. Em 26 de janeiro de 1876, ele abriu mão dos cargos por problemas de saúde.
Durante o terceiro trimestre de 1875, ele se tornou membro associado da Société des ingénieurs civils de France, apresentado por Paul-Élie Gauchot e Achille Brüll ambos membros do comitê.

### Projeto e patente do aeroplano

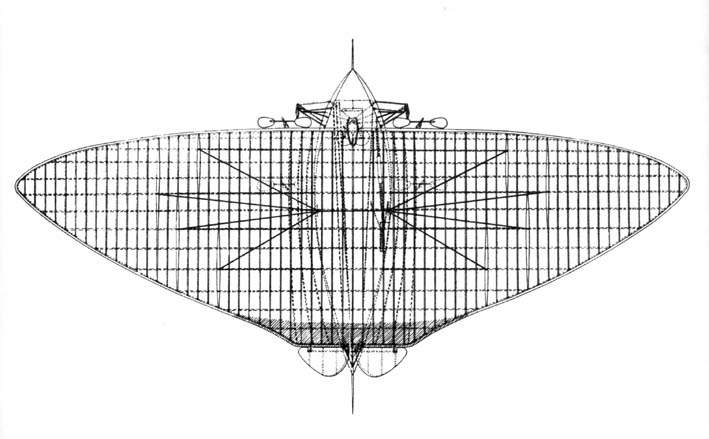
Projeto do aeroplano (vista de cima, 1876).

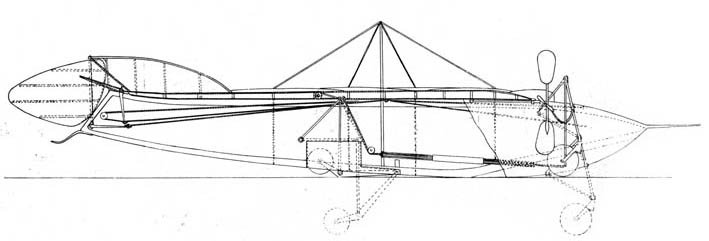
Projeto do aeroplano (vista lateral, 1876).

Em 17 de fevereiro de 1876, Alphonse Pénaud e o engenheiro mecânico Paul-Élie Gauchot solicitaram a patente de um "aeroplano ou máquina voadora" (patente n° 111.574), que foi concedida em 8 de abril por ordem do ministro de agricultura e comércio.
O aéroplane, era um monoplano biposto de cabine fechada com duas hélices de quatro pás (uma de cada lado), um conjunto de trem de pouso com rodas retráteis, leme e instrumentos de navegação. Esse foi o primeiro aparelho anfíbio.
Um outro pedido de patente foi feito em 24 de janeiro de 1878, para o emprego de hidrogênio solidificado para a navegação aérea.

### Instrumentos de navegação
Mesmo sendo um fervoroso adepto do voo dos "mais pesados que o ar", Pénaud fez estudos também sobre o voo de balões, sem no entanto abandonar os estudos da aviação motorizada de acordo com Guillaume de La Landelle. Ele participou da primeira viagem aérea de Crocé-Spinelli e Sivel em 26 de abril de 1873, juntamente com Claude Jobert e o Dr Félix Petard, a bordo do balão Étoile polaire. D, em cuja viagem foram feitas interessantes observações meteorológicas e fisiológicas. Ele inventou alguns instrumentos de auxílio à navegação aérea, entre eles um para indicar a localização instantânea; projetou e construiu um barômetro com membrana de borracha na faixa de  50/100; e um traçador de rota, para marcar os pontos nos mapas;; e vários outros.

## Morte e testamento
Pénaud buscou financiamento para a construção de seus projetos, e solicitou apoio da Société française de navigation aérienne, que recusou. Em 1880, ele recorreu a Henri Giffard, que havia construído o primeiro dirigível em 1852, também sem sucesso, pois ele era um balonista que não acreditava nos "mais pesados que o ar". debilitado física e mentalmente, ele pôs fim a vida em 22 de outubro de 1880, com um tiro de revolver no número 14 da rue de Castellane, ·  aos 30 anos de idade. Antes do suicídio, ele havia enviado todos os seus projetos num pequeno caixão de criança para Henri Giffard, que também viria a se suicidar dois anos mais tarde.
Em seu testamento, datado de 12 de junho de 1880, ele deixou a quantia de 6.000 francos para a Académie des Sciences oferecer um prêmio para aquele que obtivesse o maior avanço na locomoção aérea tanto por balões quanto por aviões; 5.000 francos para pesquisa em venenos e seus antídotos; e 3.000 francos para pesquisas em transplante de órgãos, num total de 14.000 francos.

## Obra
Lista parcial
- 1871 - L'homme peut-il voler sans moteur auxiliaire ?. L’Aéronaute, 4e année n°6, juin 1871 - Gallica,
- 1872 - Aéroplane automoteur. L’Aéronaute, 5e année n°1, janvier 1872 - Gallica,
- 1872 - Lois du glissement dans l'air. L'Aéronaute, 5e année n°11, novembre 1872 - Gallica,
- 1875 - Locomotion aérienne. Appareils de vol mécanique. La Nature n°99, 24 avril 1875, p.327 - Le Conservatoire numérique de la bibliothèque du CNAM,
- 1875 - Aviation, appareils de vol mécanique. Journal de Physique Théorique et Appliquée, vol 4, n°1, octobre 1875, pp.289 à 296 - Centre pour la communication scientifique directe (CCSd),
- 1876 - Sur la force des êtres volants. La Nature n°160, 24 juin 1876, p.58 - Le Conservatoire numérique de la bibliothèque du CNAM,
- 1877 - A. Pénaud et P. Gauchot. Un brevet d'aéroplane. L'Aéronaute, 10e année n°10, octobre 1877, pp.274 à 289 - Gallica,
- 1878 - Navigation aérienne. Discours prononcé le 14 mars 1878 dans la séance générale de la Société de Navigation Aérienne - In-8°, 11 p.
- 1879 - Recherches sur la résistance des fluides. Bulletin de la Société philomathique de Paris, p.36 - Internet Archive,